# تارپا
تارپا (به مجاری:  Tarpa) یک منطقهٔ مسکونی در مجارستان است که در ناحیه واشاروش‌نامنی واقع شده‌است. تارپا ۴۹٫۷۲ کیلومتر مربع مساحت و ۲٬۳۲۲ نفر جمعیت دارد.